# General Galarza
General Galarza, ou Galarza (anciennement San Guillermo), est une localité rurale argentine située dans le département de Gualeguay et dans la province d'Entre Ríos.

## Histoire
Par décret du 21 janvier 1890, la gare ferroviaire du km 52 a été baptisée General Galarza. La loi no 2376 du 7 novembre 1911 a ordonné de réaliser le mesurage et le tracé d'une ville à côté de la station du chemin de fer Central Entrerriano. Le 27 septembre 1912, les plans de la ville à fonder sont approuvés par le bureau technique. La population est considérée comme fondée le 5 octobre 1912 au lieu dit San Guillermo, jour où un décret a approuvé la mesure et la disposition de notre peuple,.
L'influence de la gare General Galarza et, surtout, l'imposition de ses habitants ont déterminé que San Guillermo devint connu sous le nom de General Galarza, un toponyme qui devint finalement officiel lorsque la ville fut déclarée municipalité de 2e catégorie le 8 janvier 1948.

## Religion
| Diocèse  | Gualeguaychú |
| -------- | ------------ |
| Paroisse | San José     |